# Vie della Seta: la rete di percorsi del corridoio Chang'an-Tianshan
Vie della Seta: la rete di percorsi del corridoio Chang'an-Tianshan è un sito patrimonio dell'umanità dell'UNESCO, designato il 22 giugno 2014, che ricalca un tratto di circa 5 000 km dell'antica via della seta, da Chang'an, antica capitale cinese, alla catena montuosa di Tien Shan, attraversando Cina, Kazakistan e Kirghizistan: comprende trentatré siti alcuni dei quali già precedentemente designati.

## Storia
Uno studio per la promozione culturale della via della seta venne avviato dall'UNESCO nel 1988. Nell'agosto 2014, in cooperazione con l'amministrazione nazionale dei beni culturali cinese, si è tenuta una conferenza a Turfan, sul coordinamento delle domande per la designazione della via della seta come sito del patrimonio mondiale: durante la conferenza, la Cina e cinque stati dell'Asia centrale, Kazakistan, Kirghizistan, Tagikistan, Uzbekistan e Turkmenistan, concordarono di presentare una domanda congiunta entro il 2010.
Il 28 marzo 2008 la Cina presentò all'UNESCO un elenco provvisorio di quarantotto siti: questi vennero divisi in terrestri, ubicati nelle provincie di  Henan, Shaanxi, Qinghai e Gansu, e nelle regioni autonome di Ningxia e dello Xinjiang, e marittimi, ubicati Ningbo e Quanzhou. L'Iran presentò il suo elenco il 2 maggio 2008. Nel 2010 presentano la domanda il Turkmenistan, precisamente il 3 gennaio, proponendo ventinove siti, il 20 gennaio fu il turno dell'India che ne propose dodici, e infine, il 19 febbraio, il Kirghizistan e l'Uzbekistan presentarono rispettivamente sei e diciotto siti. L'elenco provvisorio del Kazakistan venne presentato il 3 maggio 2012.
Alla fine del 2011, a causa dell'elevato numero di siti proposti, l'UNESCO decise di suddividere il progetto della via della seta in corridoi: nel dicembre dello stesso anno, Cina, Kazakistan e Kirghizistan concordarono di proseguire congiuntamente nella presentazione della domanda: ogni paese nominò un funzionario governativo, un archeologo e un comitato nazionale per le domande. Potendo ogni paese presentare una sola domanda all'anno e avendo la Cina già presentata quella per il Gran Canale, nel 2013 fu il Kirghizistan a finalizzare la richiesta per il corridoio Chang'an - Tian Shan: questa conteneva ventidue siti in Cina, otto in Kazakistan e tre in Kirghizistan. I siti della Cina furono rivisti: vennero eliminati quelli della regione di Ningxia e tutti quelli marittimi. Il 22 giugno 2014, durante la XXXVIII riunione del comitato a Doha, la domanda è stata approvata.

## Siti

### Cina centrale
- Luoyang dalla dinastia Han posteriore a quella Wei Orientale, Luoyang
- Porta Dingding, dinastia Sui e Tang, Luoyang
- Passo Hangu, contea di Xin'an
- Shihao, sezione della strada Xiaohan, Sanmenxia
- Palazzo Weiyang, Xi'an
- Palazzo Daming, Xi'an
- Pagoda della Grande Oca Selvatica, Xi'an
- Pagoda della Piccola Oca Selvatica, Xi'an
- Tempio Xingjiao, Xi'an
- Tempio rupestre della contea di Bin, Binzhou
- Tomba di Zhang Qian, contea di Chenggu
- Grotte di Maijishan, Tianshui

### Corridoio di Hexi
- Grotte del tempio Bingling, contea di Yongjing
- Passo Yumen, Dunhuang
- Stazione postale di Xuanquanzhi, Dunhuang
- Rovine di Suoyang, contea di Guazhou

### Tien Shan
- Gaochang, Turfan
- Rovine di Jiaohe, Turfan
- Protettorato di Beiting, contea di Jimsar
- Torre di Kizil Gaha Beacon, contea di Kuqa
- Grotte Kizil, contea di Kuqa
- Tempio di Subashi, contea di Kuqa

### Semireč'e
- Sito di Kayalyk
- Karamergen
- Talǧar
- Aqtöbe
- Kulan
- Akyrtas
- Ornek
- Kostobe
- Suyab (sito di Ak-Beshim)
- Balasagun (sito di Burana)
- Nevaket (sito di Krasnaya Rechka)